# 노토 마미코
노토 마미코(일본어: 能登 麻美子, 1980년 2월 6일 ~ )는 이시카와현 가나자와시출신이며, 일본의 여자 성우, 가수, 배우이다.
주된 작품으로는 「나루에의 세계」의 나나세 나루에, 「개구리 중사 케로로」의 앙골 모아, 「스쿨럼블」시리즈의 츠카모토 야쿠모, 「클라나드」의 이치노세 코토미, 「마법선생 네기마」시리즈의 미야자키 노도카, 「몬스터」의 니나 폴트너, 「지옥소녀」시리즈의 엔마 아이, 「sola」의 시호 마츠리 등이 있다.

## 약력
크리스트계 고등학교에 다녔었고, 성가대에 소속해 있었다.(웹 라디오 마리아님이 보고 계셔에서)
호쿠리쿠 학원 고등부 졸업 후, 요요기 애니메이션학원에 1년간 다닌다. 그 뒤 오사와 사무소의 연습생이 되었다. 2000년의 「부기팝은 웃지 않는다 Boogiepop Phantom 」의 토노무라 모토역이 데뷔작인 것으로 알려져 있었으나, 최근, 1999년에 「폭구연발!! 슈퍼비더맨」에서 하스라 나미 역을 했던 것이 밝혀졌다.
본가가 직접 경영했던 노토서점 (폐점)은 노토의 출연 작품인 「 나루에의 세계」원작이 일본에서 제일 많이 팔린 서점이었다. 현재는 만화찻집을 경영 중이다.

## 특징
차분하고 속삭이는 듯한 목소리로 주로 청순한 캐릭터를 연기하는 것이 많았지만, 근래에는 강한 소녀역(「어둠과 모자와 책의 여행자」의 아즈마 하즈키역)이나 소년(「GIRLS 브라보 first season 」의 사사키 유키나리 등)도 담당했고 「MONSTER 」의 니나 폴트너나,「우에키의 법칙」의 린코 제라드 등, 분노와 광기를 가진 역도 해내어, 종래와는 또 다른 일면을 보이고 있다. 소년역이나 사람이외의 캐릭터도 연기하기도 한다.
또, 2006년 4월부터 방영되었던 미국 만화의 번안작품인「위치블레이드 」에서는, 관능적요소를 가진 배틀을 펼치는 주인공 아하마 마사네를 연기해, 지금까지와는 전혀 다른 역을 소화해내어 팬들 사이에서의 평가를 높였다.

## 인물
본인이 공인하는 애칭은 마미마미. 그 외에도, 팬들이나 동료성우들 사이에서 사용되고 있는 것은 노토짱, 마미짱, 노토마미, 마땅, 놋짱, 마미네-, 마미코네- 등 다수다. (일부 게시판에서는 노토의 목소리가 방송되거나 하면 「노토 귀여워 노토(노토 카와이요 노토)」라고 일제히 글이 올라온다.)
본인왈, 「다른 사람이 자신을 챙겨주는 것보다 자신이 챙겨주는 편이 좋다」라고 했고, 그 도와주기 좋아하는 상은 같이 출연하고 있는 성우들 사이에서도 인정받고 있지만, 왠지 카와스미 아야코 앞에서는 응석을 부리거나 하고 있다.
극심한 운동치. 체육수업의 농구시간에, 「우선 흐름에 맞춰 뛰면 되겠지」라고 목표를 세운뒤 막연히 게임에 참가했으나, 상대팀에게도 아군에게도 「우리팀은 아냐」라고 인식돼버려서, 우연히 공이 노토에게 가면 양팀이 공을 뺏으려 달려들었다, 라는 슬픈 추억이 있다.
코미디프로나 야구를 잘 보지 않아서, 그 부분에 대해는 모르는 것이 많은 것 같다.「마루나비!? 」에서 레이자-라몬HG를 그렸을 때 상반신을 나체로 그려 버리거나, 캐쳐가 어떤 포지션인지 몰랐고, 「위치브레이디오(위치블레이드 라디오)」에서는 배터(타자)가 왜 처음에 일루로 가는지 모르고 있었음을 발언( 「일루에 가면 뭔가 좋은거라도 있어요? 」)
컴퓨터나 기계에 관한 지식도 부족해서, 음악을 들을 때는 CDp를 사용하고 있다(만, 최근까지 헤드폰에 L와 R 가 있는 것을 몰랐다). 또 「성우가 되고 나서도 오랫동안은 세탁기가 없었고, 빨래는 화장실에서 하고 있었다」라는 일화를 가진다.
지나치게 데면데면해서, 「노토 마미코의 섬머 아쿠아리움」에서는 노토가 얼마나 지식을 가졌는지를 측정하는 「파이트! 아날로그 안테나」라고 하는 코너가 있었을 정도.
「극단, 혼다니 유키코」를 주재하고 있는 혼다니 유키코와는 같은 고향 친구로, 고향에서는 같은 극단에 소속했었던 적도 있었다. 서로 상경한 뒤에 잡지「퀵재팬」vol.59에서 대담할 수 있었다. 다섯살 아래와 일곱살 아래의 동생이 있지만 노토에 의하면 본인과는 전혀 성격이 다르다고한다.

## 동성 성우 사이의 인기인
온화한 분위기 덕분인지, 동성동료에게 사랑받고 있다.
특히 나바타메 히토미는 수많은 자신의 라디오 프로에서, 모두 노토를 좋아하고 있는 것을 공표하고 있고, 커플 수준의 문자 메시지를 교환하고 싶다고 한 적도 있었다. 또, 「나바타메 히토미의 햇님과 산책」에서 청취자로부터 「나바타메가 좋아하는 야구를 가르쳐 준다고 하면서 노토에게 데이트 신청을 해보는건 어떤가요」라는 권유에, 나바타메 본인은 「좋죠, 마미코는 야구를 몰라도 나를 좋아하니까 괜찮아요」라고 답했었다. 또 2006년 크리스마스에는 두명이서 데이트를 했다.
뿐만 아니라 사무소 선배이기도 한 카와스미 아야코는 연하인 노토에게 자신을 「아야」라고 부르게 하고 있으며 프라이빗 온천여행에 갈정도. 또, 전의 「PONY CANYON STYLE 마루나비!? 」에서 드디어 카와스미를 「언니(오네사마)」라고 불렀다.
마리아님이 보고 계셔에 공동 출연해, 자매(쇠르)사이를 연기한 토요구치 메구미를, 역할처럼 사적으로도 「언니(오네사마)」라고 부른다.「여동생」역인 시미즈 카오리에게도 존경받고 있다.
고시미즈 아미도「(나바타메) 애인 3호(3rd)」라고 알려져 있지만, 나바타메의 발언등에서 노토는 「애인 1호」라고 여겨지고 있다. (덧붙여서 「애인2호(2nd)」는 시미즈 카오리 , 「본처(정부)」는 나바타메와 같은사무소인 이토 시즈카).
「딸기 마시마로」프롤로그DVD에서, 카와스미 아야코와 나바타메 히토미가 노토를 자신의 무릎 위에 앉게 하려는 쟁탈전이 벌여졌었다. 또, 같은 작품의 메인 캐스트로 마시마로회라는 유닛을 조직해, 한달에 한번정도 「딸기마시마로」감상회를 하거나 담화를 나누거나 하고 있다. 나바타메와 카와스미 사이에선 아직도 노토 쟁탈전중.
사이토 치와에 대해서는 「(치와가 독신이라면) 내가 결혼해서 돌봐줄게」라고 발언해, 전제의 「돌봐주는 타입」으로서의 일면을 보여주고 있다.
와타나베 아케노는 「마땅은 내거예요」라고 강고하게 주장하고 있다. 노래의 무녀와 언령의 마녀와 캐스트 토크에서는 나바타메 히토미가 연기하는 캐릭터와 노토가 연기하는 캐릭터가 이루어진것에 대해 강한 불만을 누설하며, 「헤어져!」라고 말했다.
히야마 노부유키가 친한 성우를 물었을 때, 카와스미 아야코, 나바타메 히토미, 미즈키 나나, 와타나베 아케노를 들었다(「 인터넷 라디오 히야마 노부유키의 아니메지장」에서).
같은 카나자와시 출신의 신타니 료코 와는 공동 출연이 적기는 하지만, 때때로 티타임을 함께 하는 등의 교류를 하고 있다.

## 일화
초등학교 6학년때 졸업식전에, 전에 살고 있던 집에서 이사했다.「이사해서 학구가 바뀌긴 하지만 전에 다니던 학교에서 졸업하는게 어떠니?」라고 부모님이 제안했음에도 불구, 노토는 학교를 바꾸어 1개월 정도 다른 초등학교에 다녔다. 본인왈, 「 전학생 기분을 맛보고 싶었어요 」라고 한다.
「스쿨럼블」드라마CD의 출연자 플러스 토크(「스쿨럼블쇼크!」)에서, 「연인이 바람피면 어떻게 합니까?」라는 질문에 출연자중 유일하게 「저는 허락해요!」라고 발언해 버려, 순간 녹화장이 어수선했었다. 모두가 시끄러워져서 「그럼, 허락하지 않을게요!」라고 전언을 철회했지만 진심은 불명.
「위치블레이드」의 애프터레코딩 현장에서 동요 「카고메카고메」를 노래했을 때 지나친 속삭이는 듯한 목소리에 의해 무서운 노래가 되어 버려서, 주위에서는 저주를 받아 그렇게 되었다라는 의견이 있다. 그 에피소드를 같은 프로그램의 라디오「위치브레이디오」에서 털어놓았고, 노토가 동요 카고메카고메의 한소절을 노래했는데, 청취자들에게도 큰 충격을 주어 다음주 메일의 8할이 그 동요 「카고메카고메」의 감상이었다. 그 때문에, 「노토에게 동요를 부르게 하는 코너」가 탄생하게 되었다. 그 후 「 동구리코로코로 」 「 하나이치몽메」등을 프로에서 노래했다. 후에 본인의 노래를 녹음한 것을 프로그램 내에서 듣고는 무섭다고 표현했을 정도.
「위치블레이드」의 애프터레코딩 현장에서는, 왠지 여성 성우와 남성 성우가 예쁘게 나뉘어 앉아 있었다(「 인터넷 라디오 히야마 노부유키의 아니메지장」에서).
「위치브레이디오」에서는 두세 번 재녹음은 기본인것 같고 겨우 전회의 전송분 정도를 마친다고 한다.
「위치브레이디오」에서의 토크에서, 농구 의3on3를 PK라고 발언해, 간다 아케미로부터 명언으로 불린다.
「위치브레이디오」공개 녹음현장에서 마츠카제 마사야가, 「TV 쇼핑」 「나행(ナ行)」이라는 제목으로 「뭐든지 팝니다(なんでも売ります난데모우리마스)」 「인간 이외에는(人間以外は 닌겐이가이와)」 「누(소 과의 동물)도 팝니다(ヌーも売ります 누-모우리마스)」 「고양이도 팝니다(猫も売ります네코모우리마스)」 「노토도 팝니다(能登も売ります노토모우리마스)」라고 말한다. 처음엔 웃고 있었으나, 자신(노토)이 「인간 이외」로 분류되었던 것을 도중에 눈치챈다.
라디오 오사카의「유루조,우레시이!」에 출연하고 있었을 무렵은, 주위의 영향으로 네타를 발언하는 등 지금보다는 격했었다.

## 출연작

### TV 애니메이션
1999년
- 폭구연발!! 슈퍼비더맨 (하스라 나미)

2000년
- 게이트 키퍼즈 (우키야 슌(초등학생시절); 2,14,15,23화, 오퍼레이터, 어린이)
- NieA 7 - 니아 언더 세븐 (여자; 7,8화)
- 부기팝은 웃지 않는다 (토노무라 모토; 1,2,11화)
- 오쟈마녀 도레미시리즈 (후지오;# 31,32,43,46,47화, 오카다 나나코; 「오쟈마녀 도레미#」부터 출연)

2001년
- 기동천사 엔젤릭레이어 (키타무라 아스카; 4,6화)
- 마호로매틱 (아이의 엄마; 1화)
- 명탐정 코난 (요시자와 사키; 260화)
- X (모노 고토리)
- 이누야샤 (린)
- 코믹파티 (츠치야 레나)
- 후르츠 바스켓 (여학생)

2002년
- 갤럭시 앤젤AA (여자대원B; 31화)
- 나루토 (카츠유; 95,96,161화)
- 십이국기 (스즈의 여동생;23화, 여선)
- 천지무용 GXP (야마다 요시코)
- 키디 그레이드 (벤드레디; 17,21,22화)
- 풀 메탈 패닉! (카자마 신지; 1,3~8,14,18화)
- 프린세스 츄츄 (프레야; 16화)

2003년
- 건슬링거 걸(엘자 드 시카; 9,11화)
- 나루에의 세계 (나나세 나루에)
- 나루타루 (사쿠라 아키라)
- 내일의 나쟈 (알렉스, 피바)
- DEAR BOYS (안자키 사토미)
- 마탐정 로키 라그나로크 (베르단디)
- 신혼합체 고단나!! (모모조노 모모코)
- 어둠과 모자와 책의 여행자 (아즈마 하즈키)
- 쪽빛보다 푸르게 ~연~ (아이자와 치즈루)
- 풀 메탈 패닉 후못후 (카자마 신지)
- 피타텐 (여학생, 회사원 등)
- 록맨 에그제 엑세스 (키도 슈코)

2004년
- 개구리 중사 케로로 (앙골 모아, 아사미;16화)
- 걸스 브라보 시리즈 (사사키 유키나리)
- 마리아님이 보고계셔 (토도 시마코)
- 마리아님이 보고계셔~봄~ (토도 시마코)
- 마이 히메 (키쿠카와 유키노)
- 망각의 선율 (망각의 선율)
- 망상대리인 (사기 츠키코)
- MEZZO-메조- (하세가와 아이코)
- 몬스터 (니나 폴트너)
- BURN-UP SCRAMBLE (리리카 에벳)
- 북으로~Diamond Dust Drops~ (아사히나 쿄우코)
- 스쿨럼블 (츠카모토 야쿠모)
- 신무월의 무녀 (레이코)
- 아즈사, 돕겠습니다! (아즈사)
- 엘펜리트 (유카)
- 키노의 여행 (티)
- 택틱스 (유리;20화)
- A15시리즈 (히트를 노려라!, LOVE♡LOVE?) (이쿠타 미츠키)

2005년
- 딸기 100% (토죠 아야)
- 딸기 마시마로 (아나 코폴라)
- LOVELESS (시노노메 히토미)
- 마법선생 네기마 (미야자키 노도카)
- 마이 오토메 (유키노 크리산트)
- SoltyRei (악셀라)
- 스타쉽 오퍼레이터스 (와카나 산리)
- 오! 나의 여신님 (미시마 사요코)
- 우에키의 법칙 (린코 제라드)
- 은반 카레이도 스코프 (리아 가넷 쥬이티에프)
- 작안의 샤나 (정상의 좌 헤카테;17,21~24화)
- 지옥소녀 (엔마 아이)
- Canvas2~무지개 빛의 스케치~ (키미카게 유리나;8화)
- 트리니티 블러드 (에스텔 블랑쉐)
- 풀 메탈 패닉! 더 세컨드 레이드 (카자마 신지)

2006년
- 꿈의 사도 (사가와 사토카)
- 네기마?! (미야자키 노도카) - 4화 서브타이틀 일러스트
- 마모루에게 여신의 축복을 (스도 시오네)
- 부활하는 하늘 -Rescue Wings- (하세가와 메구미)
- 사상 최강의 제자 켄이치 (코사카 시구레, 토츄마루)
- 서쪽의 착한 마녀 (시자리아; 3,5화)
- 스쿨럼블 2학기 (츠카모토 야쿠모)
- 시문 (리모네)
- 신족가족 (타치바나 아이)
- 여고생 GIRL'S HIGH (사토 아야노)
- 열쇠공주이야기 영구 앨리스 윤무곡 (토우코우인 토우코)
- 오! 나의 여신님:각자의 날개 (미시마 사요코)
- 위치블레이드 (아마하 마사네)
- 지옥소녀 후타코모리 (엔마 아이)
- 택티컬 로아 (하쿠비)
- Fate/stay night (베디비어; 24화)
- xxxHOLiC ((수련 밑의) 소녀; 7화)

2007년
- 괴물왕녀 (카무라 레이리)
- 노다메 칸타빌레 (사쿠 사쿠라; 6화~)
- 도화월탄 (하즈키;14화, 아즈마 이오;24화) - 21화 각본
- 만안 미드나이트 (아사쿠라 에리코)
- 모야시몬 (무토우 아오이)
- 무시우타 (아유카와 치하루)
- sola (시호 마츠리)
- 신곡주계 폴리포니카 (메일리트 루루 울케하우렌; 3,5,9,10화)
- 아이돌마스터 XENOGLOSSIA (무나카타 나제)
- 우리들의 (코모다 타카미)
- 월면토끼병기미나 (하이바라 미나모)
- 작안의 샤나 Second (정상의 좌 헤카테)
- 제로의 사역마 ~쌍월의 기사~ (요정; 12화)
- 클라나드 (이치노세 코토미)
- 키미키스 pure rouge (시죠우 미츠키)
- 폭환 배틀블로러즈 (아리스)
- 슈팅 바쿠간

2008년
- 강철의 라인배럴 (키자키 에미)
- 노기자카 하루카의 비밀 (노기자카 하루카)
- 멋진탐정 라비린스 (요우코)
- Mnemosyne-므네모슈네의 딸들- (아소우기 린)
- 앨리슨과 리리아 (피오나)
- 어떤 마술의 금서목록 (히메가미 아이사)
- 제로의 사역마 - 삼미희의 윤무 (티파니아)
- 지옥소녀 3기 (엔마 아이)
- 카노콘 (오야마다 코타)
- 카이바 (네이로)
- 케메코딜럭스 (미우라)
- 클라나드 애프터 스토리 (이치노세 코토미)
- 나츠메 우인장 (아사기)

2009년
- 노기자카 하루카의 비밀 2기 (노기자카 하루카)
- 너에게 닿기를(쿠로누마 사와코)
- 다이쇼 야구 소녀 (소우야 유키)
- 드루아가의 탑 ~the Sword of URUK~ (질(어린시절))
- 마리아님이 보고계셔 4th 시즌 (토도 시마코)
- 메이저 5기 (사토우 미호 (오노데라 와카))
- 07-GHOST - 세븐 고스트 (시스터 로자리)
- 아키칸! (엘)
- 전국 BASARA (오이치)
- 전장의 발큐리아 (코델리아 공주)
- 철완 버디 DECODE (바이올린)
- CANAAN (핫코)
- 퀸즈 블레이드 유랑의 전사 (토모에)
- 파란 꽃 (스기모토 시나코)
- 캠퍼 (질식 들개)
- 학생회의 일존 (토도 리리시아)

2010년
- 길 잃은 고양이 오버런 (무라사메 시마코)
- 다다미 넉장 반 세계일주 (카오리)
- 어떤 마술의 금서 목록 2기 (히메가미 아이사)
- 좀 더 투 러브 트러블 (오시즈)
- 해파리 공주 (지지)
- B형 H계 (코스다 카즈키)

2011년
- 너에게 닿기를 2기 (쿠로누마 사와코)
- 꽃이 피는 첫걸음 (와지마 토모에)
- 프리징 (사테라이자 엘 브리짓)
- 누라리횬의 손자 (하고로모키츠네,야마부키 오토메)

2012년
- 페어리테일 (메이비스 버밀리온)
- AKB0048 (코지마 하루나)

2013년
- 다마고치! 꿈 키라 드림 (코프레치)
- 다마고치! 미라클 프렌즈 (코프레치)

2014년
- 아이카츠 ( 호시미야 링고 )

- GO-GO 다마고치! (코프레치)

### OVA
2005년
- 박살천사 도쿠로(오노 치에리)

2006년
- 마리아님이 보고 계셔 3rd Season 제1권(토도 시마코)
- 오늘의 5학년 2반(아이하라 카즈미)

2007년
- 딸기 마시마로 OVA(아나 코폴라)
- 마리아님이 보고 계셔 3rd Season 제2~5권(토도 시마코)

2008년
- 별의 바다의 아무리(마리아)
- 쾌도천사 트윈엔젤 (칸나즈키 아오이)

2009년
- 딸기 마시마로 encore(아나 코폴라)

2010년
- 주군과 함께 (쵸소카베 모토치카)

### 극장판 애니메이션
2003년
- 크리스마스에 기적을 만날 확률 (키요코)

2008년
- 공의 경계 제3장 통각잔류 (아사가미 후지노)

2017년
- 걸즈 앤 판처 최종장 제1화

2018년
- 흐린 하늘에 웃다 외전 숙명, 쌍두의 후마
- 흐린 하늘에 웃다 외전 벚꽃, 천명의 가교
- 펭귄 하이웨이

2020년
- 극장판 짱구는 못말려: 격돌! 낙서왕국과 얼추 네 명의 용사들 (유마의 어머니)

2021년
- 시도니아의 기사 : 사랑을 잣는 별 (시나토세 유레)

2023년
- 걸즈 앤 판처 최종장 제4화

2024년
- 진격의 거인 더 라스트 어택 (라라 타이버)

### 게임
- 데카론 (인칼 매지션)

2002년
- 로맨스는 검의 빛II (리온 람제스)

2003년
- DEAR BOYS Fast Break! (안자키 사토미)
- 북으로. ~Diamond Dust~ (아사히나 쿄코)

2004년
- 기갑군단 J-PHOENIX2 (이즈미 우드비렛지)
- 신혼합체 고단나!! (모모조노 모모코)
- 케로로 중사 메로메로 배틀로얄 ('''앙골 모아''')
- 아카이이토 (나라 요코)
- 편신명 ~잃어 버려진 인과율~ (이자나미(이자나미노 미코토)

2005년
- 마법선생 네기마! 1교시 꼬마 선생님은 마법사! (미야자키 노도카)
- 딸기100% 스트로베리 다이어리 (토죠 아야)
- 120엔의 계절 ¥120Stories (나카무라 하즈키)
- 팬텀 킹덤 (트레니아)
- 마법선생 네기마! 2교시 싸우는 소녀들! 마호라 대운동회SP! (미야자키 노도카)
- 딸기 마시마로 (아나 코포라)
- 식신의 성 칠야월환상곡 (죠시마 츠키코)
- White Princess the second ~역시 한결같게 말해도 그렇지 않아도OK인 기회주의 학원 연애 어드벤처!!~ PS2판 (시바하라 코토미)
- Twelve ~전국봉신전~ (미노리)
- 케로로 중사 메로메로 배틀로얄Z (앙골 모아)
- 러키☆스타 모에 드릴 (미야카와 히나타)
- 키노의 여행II -the Beautiful World- (티)
- 서몬 나이트 크라프트 소드 이야기 ~시작의 돌~ (루필)
- DUEL SAVIOR DESTINY PS2판 (임니티)

2006년
- CLANNAD PS2판 (이치노세 코토미)
- 기동전사 건담 클라이맥스U.C. (셜리 람제이)
- 마법선생 네기마! 과외수업 소녀의 두근두근 피치 사이드 (미야자키 노도카)
- 키미키스 (시죠 미츠키)
- 놀러갈게! ~지구 핀치의 약혼 선언~ (후타바 아오이)
- 페르소나3 (야마기시 후카)
- 전국BASARA2 (오이치)
- 레슬 엔젤스 서바이버 (쿠사나기 미코토/스이렌 쿠사나기, 히무로 시즈키)
- 판타지 스타 유니버스 (렘리아 놀페)
- 클러스터 엣지 ~너를 기다리는 미래에의 증거~ (라피스 프리덴)
- 네기마!? 3교시 사랑과 마법과 세계수 전설! (미야자키 노도카)
- 네기마!? 초 마호라 대전 컷 인☆계약집행 있습니다. (미야자키 노도카)
- JEANNE D'ARC (리안)

2007년
- 레이튼 교수와 이상한 마을 (수수께끼의 소녀)
- 루팡3세 루팡에게는 죽음을, 제니가타에게는 사랑을 (은려)
- 네기마!? 초 마호라 대전 츄 체크 인 전원집합! 역시 온천에 왔습니다. (미야자키 노도카)
- 페르소나3 FES (야마기시 후카)
- 네기마!? どり〜むたくてぃっく꿈꾸는 소녀는 프린세스 (미야자키 노도카)
- narcissu SIDE 2nd (여자아이)
- 오딘 스피어 (메르세데스)
- 러키☆스타 모에 드릴 ~여행~ (미야카와 히나타)
- 그로우랜서VI (아니타)
- 아이돌 작사 스치파이IV (아마츠카 레미)
- 레이튼 교수와 악마의 상자 (아로마)
- 제로의 사역마 ~몽마가 빚는 야풍의 환상곡~ (리슈)
- Wonderland ONLINE -암흑의 금술- (니스)

2008년
- 카두케우스 뉴 블러드 (신시아 카자콥)
- 트러블 트윈즈 -MY SWEET BROTHERS- (유리노 토모에)
- 초 극장판 케로로 중사3 천공 대작전입니다! (앙골 모아)
- CLANNAD FULL VOICE (이치노세 코토미)
- LUX-PAIN (카미시로 나미)
- 전국BASARA X (오이치)
- 그라나도 에스파다 (카트리느)
- 전장의 발큐리아 (코델리아 공주)
- 무한의 프론티어 슈퍼 로봇 대전OG 사가 (스즈카 공주)
- CLANNAD PSP판 (이치노세 코토미)
- Breath 한숨은 암적색 (나구모 아카네)
- ARIA The ORIGINATION ~푸른 혹성의 엘시에로~ (안젤리카 펠난데스(안제))
- 카노콘 에스이 (오야마다 코우타)
- 제로 ~월식의 가면~ (미나즈키 루카)
- 판타지 스타 포터블 (렘리아 놀페, 시나, 레이나)
- CLANNAD 360판 (이치노세 코토미)
- 제로의 사역마 ~미아의 종지부와 기천의 교향곡~ (티파니아)

2010년
- 엘소드 (이브)

2011년
- 철권 태그 토너먼트 2 (준 카자마)

### 라디오
- 라디오닷아이 노토 마미코의 서머 아쿠아리움 (분카방송BBQR 인터넷 라디오, 2003년 7월 ~ 9월)
- PONY CANYON STYLE 마루나비 - 도중에 카와스미 아야코와 공동진행. (분카방송, 2004년 9월 ~ 2007년 9월)
- 딸기100% Sweet Cafe - 토요구치 메구미와 공동진행. (분카방송, 2005년 4월 ~ 2005년 10월)
- 윗치블레이디오 - 칸다 아케미와 공동진행. (분카방송, 2006년 4월 ~ 9월)
- 소라이로라디오 - 5월 담당. (인터넷 라디오, 2007년 5월)
- 맡겨줘요 탐정☆노토마미코 - 혼다 요코와 공동진행. (분카방송, 2007년 10월 ~ 2008년 6월)
- 카노콘 라디오 - 카와스미 아야코와 공동진행. (인터넷 라디오, 2008년 3월 ~ 9월)
- 아소기 컨설팅스러운 라디오 - 쿠기미야 리에와 공동진행.(〈Mnemosyne-므네모슈네의 딸들〉의 DVD특전으로 수록, 2008년 3월 ~ 9월)
- 강철의 라디오바렐 - 카키하라 테츠야와 공동진행. (인터넷 라디오, 2008년 5월 ~ 2009년 7월)
- 라디오 퀸즈블레이드 - 카와스미 아야코와 공동진행. (인터넷 라디오, 2009년 1월 30일 - 2010년 5월)
- 노토 마미코·지구NOTE (분카방송초!A&G+, 2008년 10월 - )
- 노토 마미코의 Say! You Young (분카방송초!A&G+, 2010년 4월 7일)
- 본보리 라디오 꽃색 방송국 - 이토 카나에와 공동진행, (인터넷 라디오, 2011년 4월 8일 - )